# 社會主義定向市場經濟

越南政府受越南共产党的绝对领导，建立了名义上的社会主义国家。

社會主義定向市場經濟（越南语：／）是越南现行经济体制的官方名称。这一体制被描述为多部门市场经济，当中的国有部门在指导经济发展方面发挥决定性作用，而其最终的长期目标是向社会主义的发展。
社会主义定向市场经济是革新开放（／）经济改革的产物，后者以国有工业占主导地位且基于市场的混合经济取代了中央计划经济。采取这些改革是为了让越南融入全球经济。使用“社会主义定向”一词是为了强调越南尚未实现社会主义且正处在为未来的社会主义制度奠定基础的阶段。该经济模式与中国所采用的社会主义市场经济相似。